# Добчиці
Добчи́ці (пол. Dobczyce) — місто в південній Польщі, на річці Рабі. Належить до Мисленицького повіту Малопольського воєводства.

## Демографія
Демографічна структура станом на 31 березня 2011 року:
|          | Загалом | Допрацездатний вік | Працездатний вік | Постпрацездатний вік |
| -------- | ------- | ------------------ | ---------------- | -------------------- |
| Чоловіки | 3081    | 707                | 2159             | 215                  |
| Жінки    | 3277    | 671                | 2066             | 540                  |
| Разом    | 6358    | 1378               | 4225             | 755                  |